# خط راه‌آهن میتاکه توزان

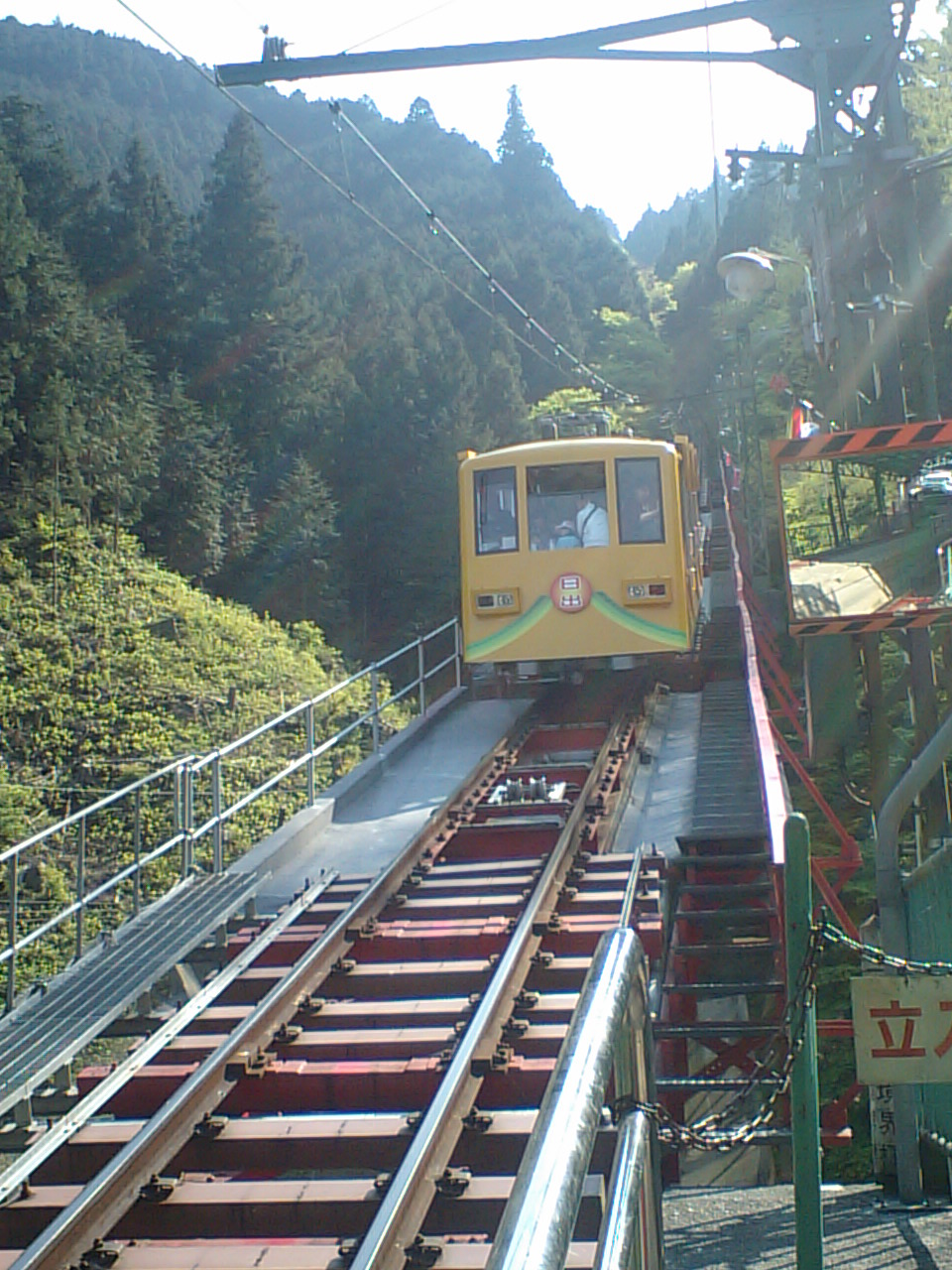
یکی از قطارهای خط میتاکه توزان

خط راه‌آهن میتاکه توزان (به ژاپنی: 御岳登山鉄道, Mitake Tozan Tetsudō?, "Mitake Mountain Railway) یکی از خطوط وابسته به شرکت راه‌آهن کیئو است. این خط‌آهن در کوه میتاکه در منطقهٔ اومه در توکیو قرار دارد. میتاکه توزان دارای یک خط قطار کابلی که (به ژاپنی: 御岳登山鉄道, Mitake Tozan Tetsudō?, "Mitake Mountain Railway) نامیده می‌شود و یک خط تله‌سی‌یژ است و در سال ۱۹۲۷ افتتاح شده‌است. این خط دو ایستگاه دارد ایستگاه پایینی در ارتفاع ۴۰۷ متری تاکی‌موتو نامیده می‌شود و ایستگاه بالا در نزدیک معبد موساشی‌میتاکه در ارتفاع ۸۳۱ متری کوه میتاکه ایستگاه میتاکه سان نامیده می‌شود.

## نگارخانه

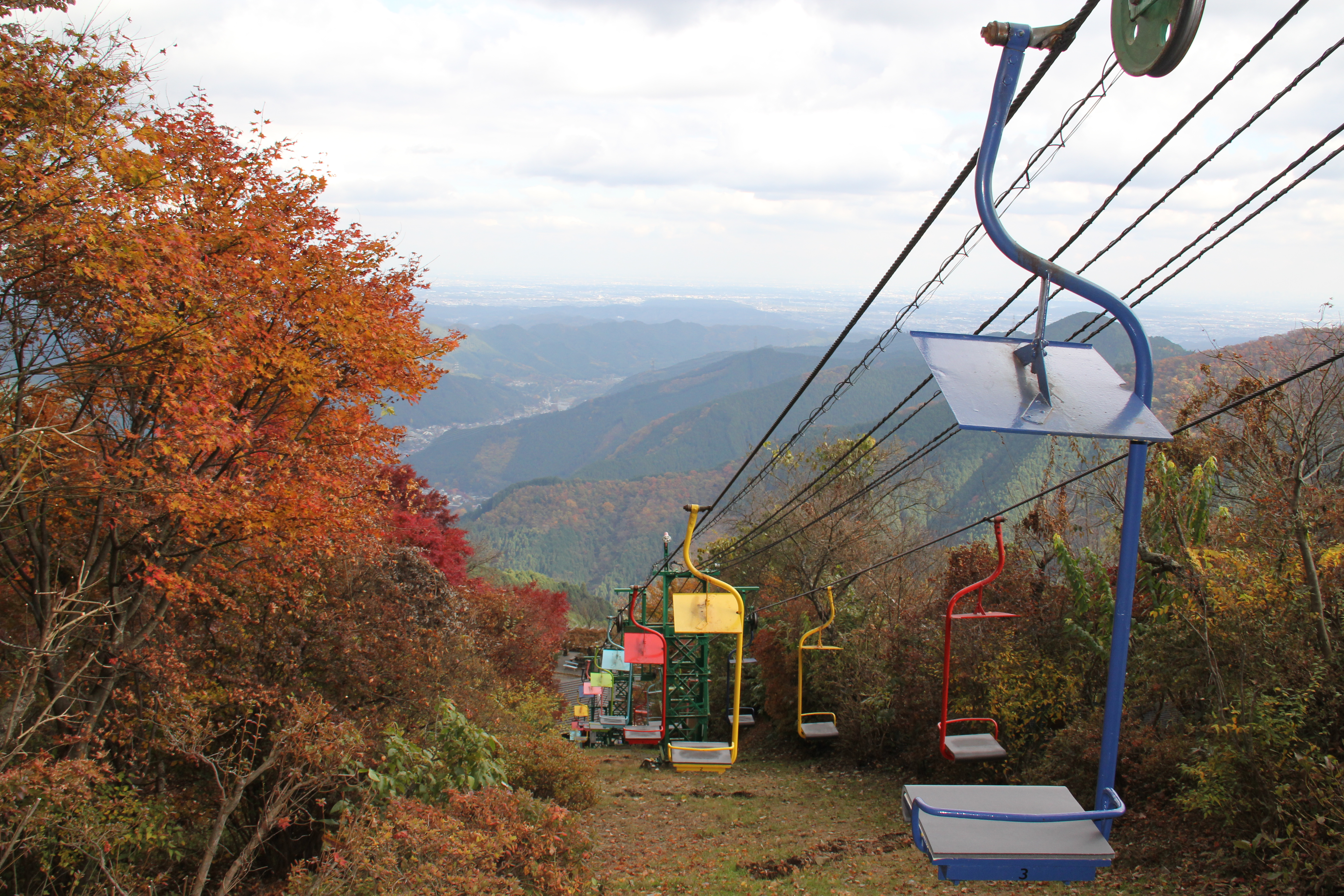
تله سی یژ در کوه میتاکه.
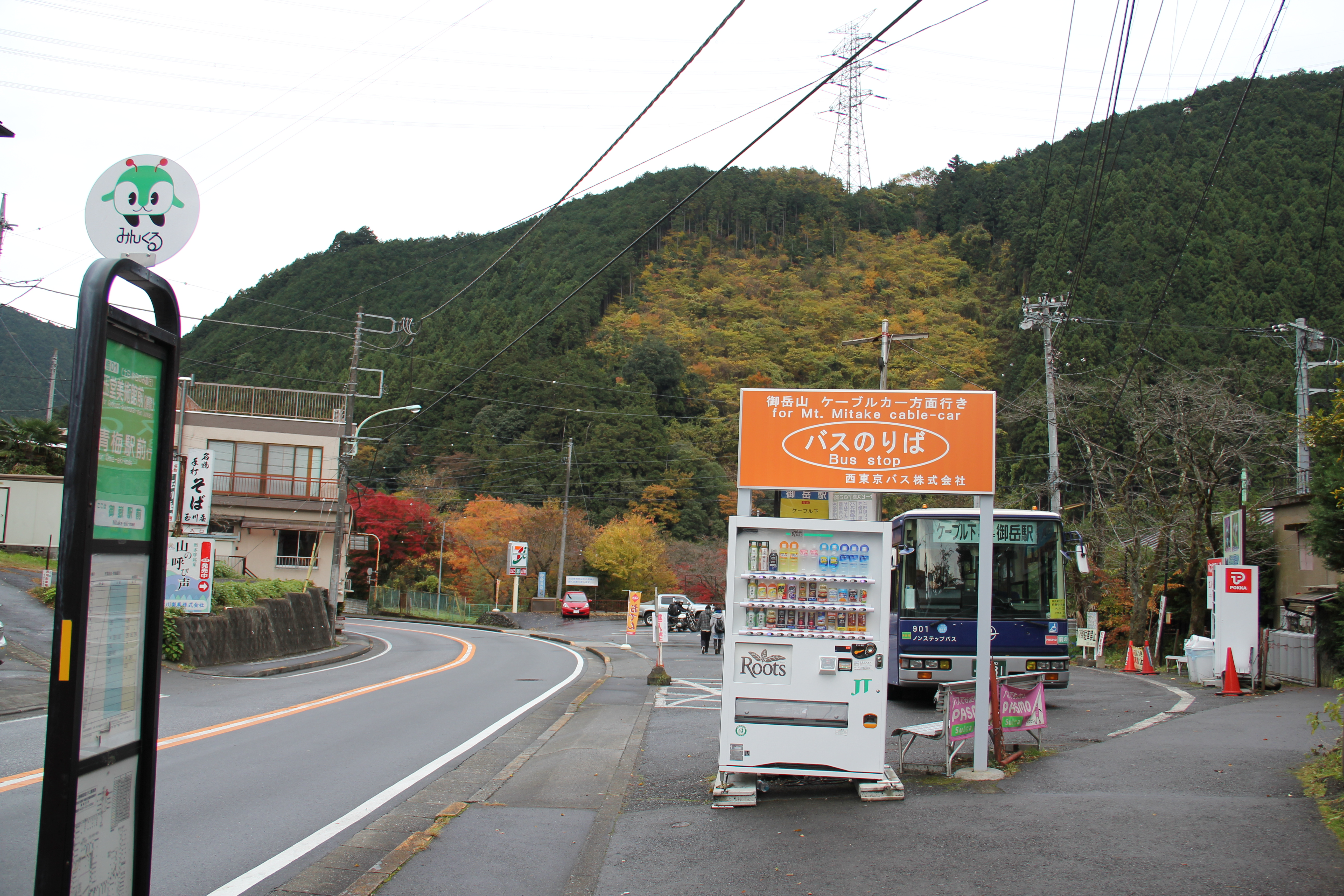
ایستگاه اتوبوس بطرف محل سوار شدن به قطار کابلی در جلوی ایستگاه میتاکه
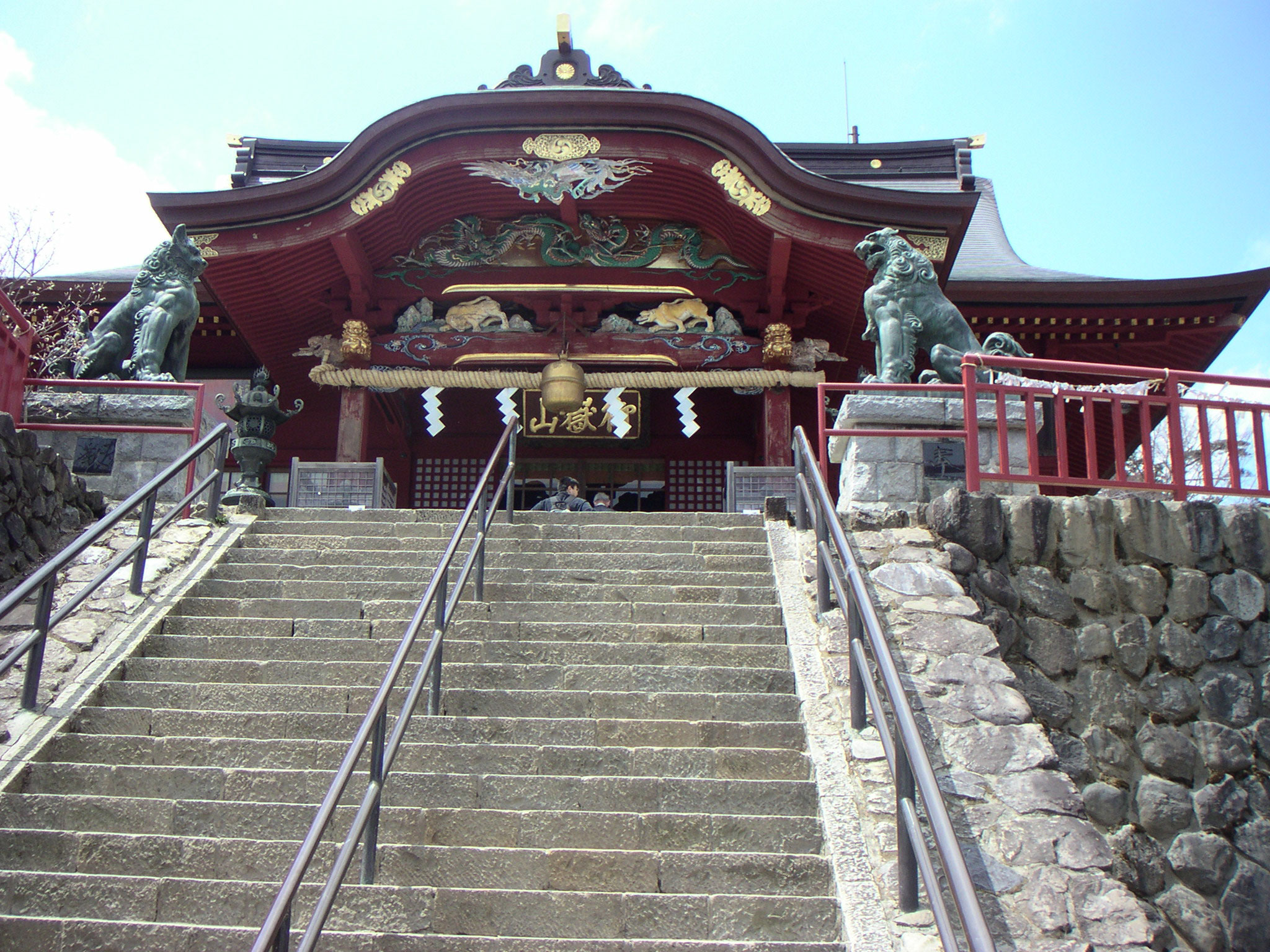
معبد موساشی‌میتاکه در کوه میتاکه.